# 安妮·拉巴史迪理
瑪麗埃特·安妮·拉巴史迪理（Mariette Anne LaBastille，1933年1月20日—2011年7月1日），美國作家、生態學家及攝影師。著有《林中女居民》（Woodswoman）、《超越黑熊湖》（Beyond Black Bear Lake）、《荒野的女性們》（Women of the Wilderness）等書籍。她還撰寫了超過150篇文章和25篇科學論文。她因在美國和瓜地馬拉的野生生態學方面的開創性工作而受到世界自然基金會和探險家俱樂部的嘉許，並也拍攝了許多被刊登在自然領域刊物上野生動物的照片。

## 早年生活與婚姻
拉巴史迪理出生在新澤西州蒙特克萊，她是教授費迪南德·拉巴史迪理（Ferdinand LaBastille）和音樂家艾爾瑪·戈貝爾（Irma Goebel）的獨生女。拉巴斯蒂爾與C·V·「梅杰」·鲍斯（C.V. “Major” Bowes，1919年4月29日—2012年10月25日）結婚七年，鲍斯是紐約大駝鹿湖的Covewood Lodge的擁有者，結婚期間並沒有子女。

## 教育與職業
拉巴史迪理於1955年獲得康奈爾大學的自然資源保護學士學位，在1958年獲得科羅拉多州立大學的野生動物管理碩士學位，並在1969年在回到康奈爾大學獲得她的野生生態學博士學位。
她是在幾家野生動物相關雜誌的撰稿人，如《Ranger Rick》和《國家地理》。

## 書本創作
拉巴史迪理最受歡迎的書籍是由四本書籍組成的《林中女居民》（Woodswoman）系列，其內容是她與荒野——阿第倫達克山脈共存了四十年的關係。她受到亨利·戴维·梭罗的《湖濱散記》的啟發，因而在1964年購買了在該山脈山腳湖邊的土地，並建造了一間原木小屋於此生活。在她的第一本書《林中女居民》的開頭，她記錄了在當地兩名木匠的幫助下獲取材料並建造小屋的過程、在這個沒有電力或自來水等舒適設施的小屋中生活過程以及她對荒野的探索。
在她的第二本書《超越黑熊湖》（Beyond Black Bear Lake）中，她描寫了如何在更遠之處建造了命名為「Thoreau II」的第二個小屋，以獲得更接近於《湖濱散記》的寫作環境。這兩本書都探索了她的友誼、愛情、過往婚姻、她與德國牧羊犬的緊密聯繫、大自然的潮起潮落以及她的保育工作。並也在此研究當時已經瀕危、最終滅絕的巨鸊鷉。

## 美國紀實計劃
在1971—1977年期間，美國環境保護局進行了名為美國紀實的計劃，聘請一些自由攝影師拍攝那些存在環境問題的地區及該局的相關活動。拉巴史迪理主要在紐約州北部進行拍攝，展示了當地的自然美景、野生動物、環境問題、城市擴張以及小鎮的日常生活。

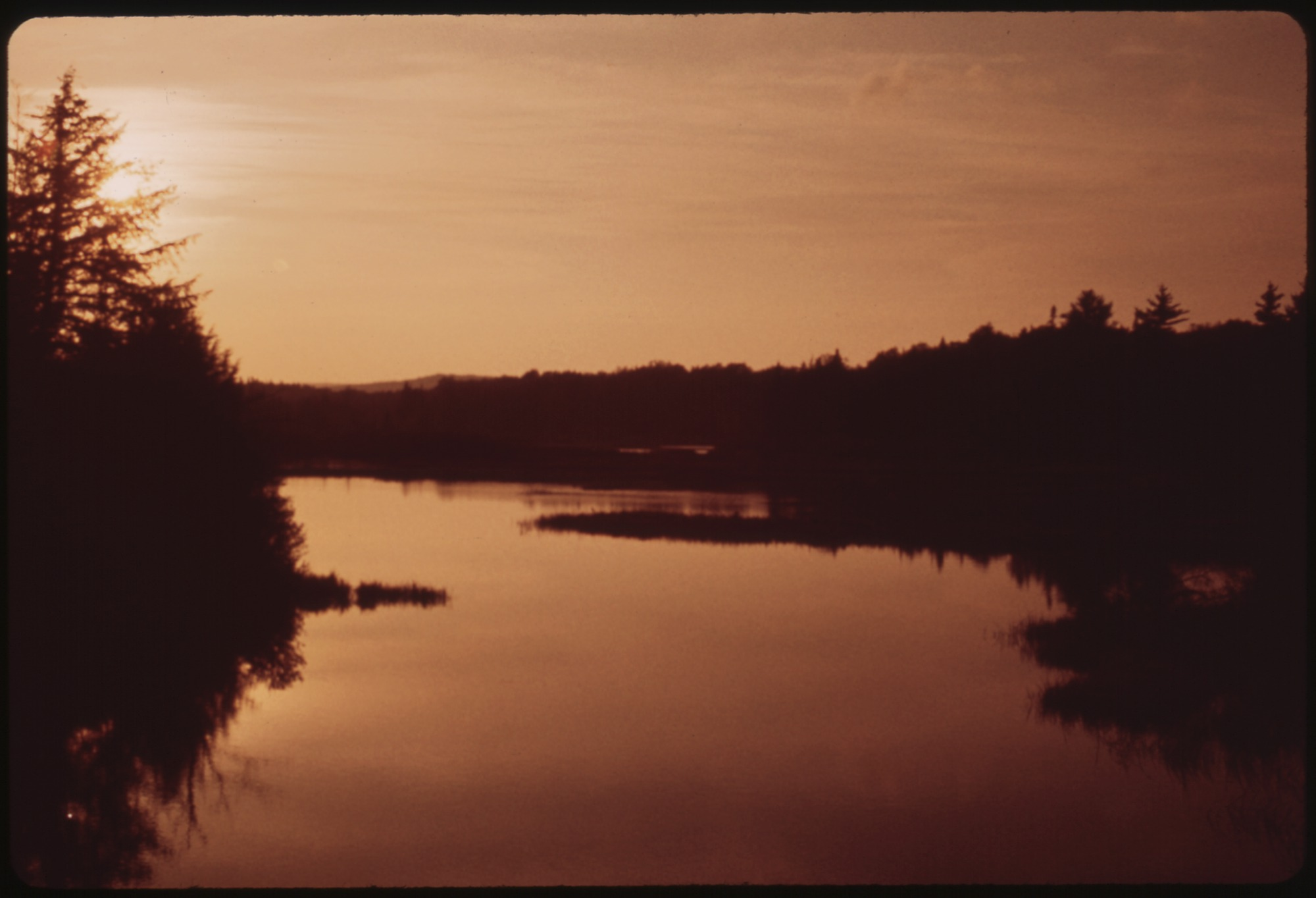
1973年在駝鹿河（英语：Moose River (New York)）北支流的橋上所見的日落
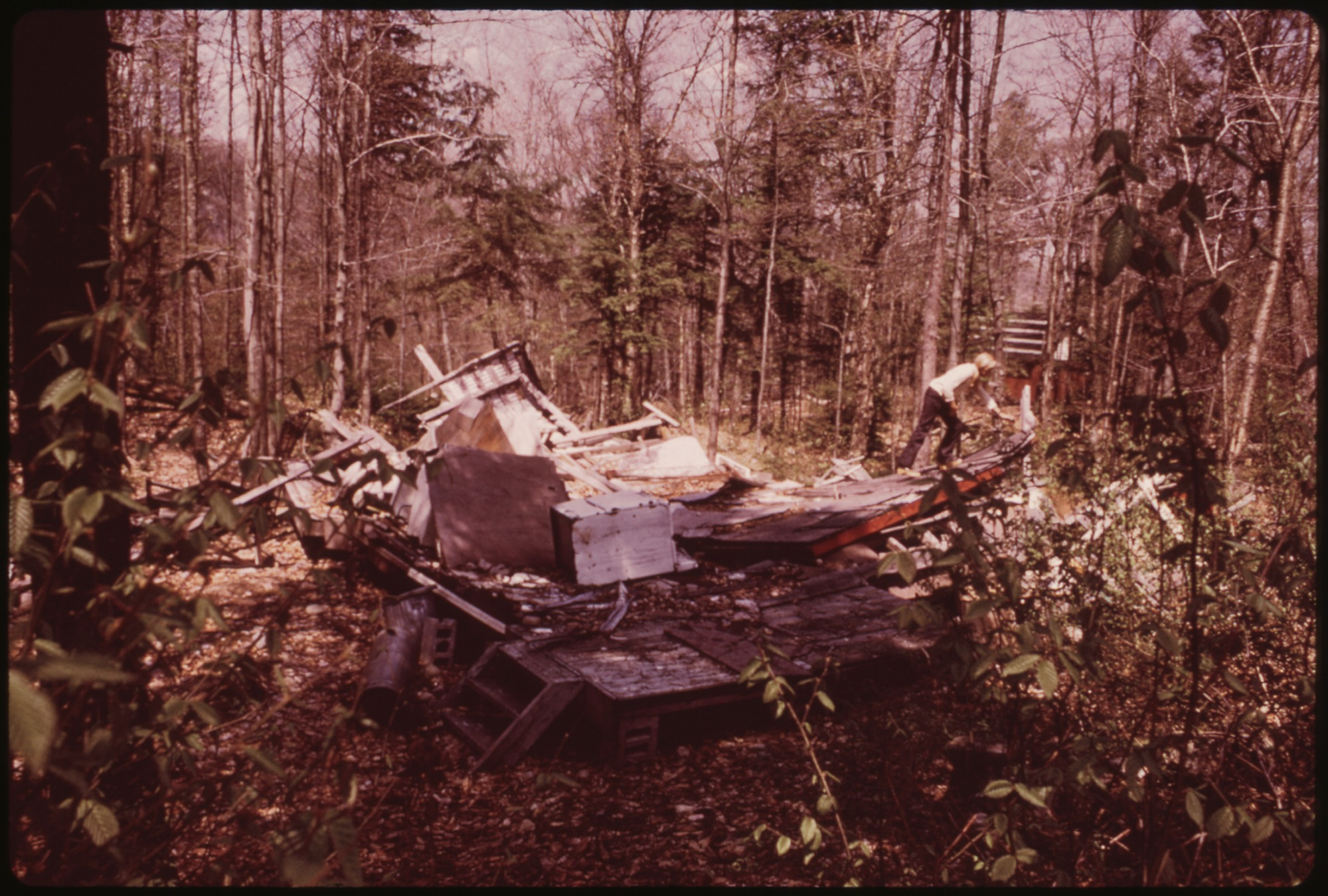
1973年因冬天的積雪而倒塌的夏季小屋殘骸
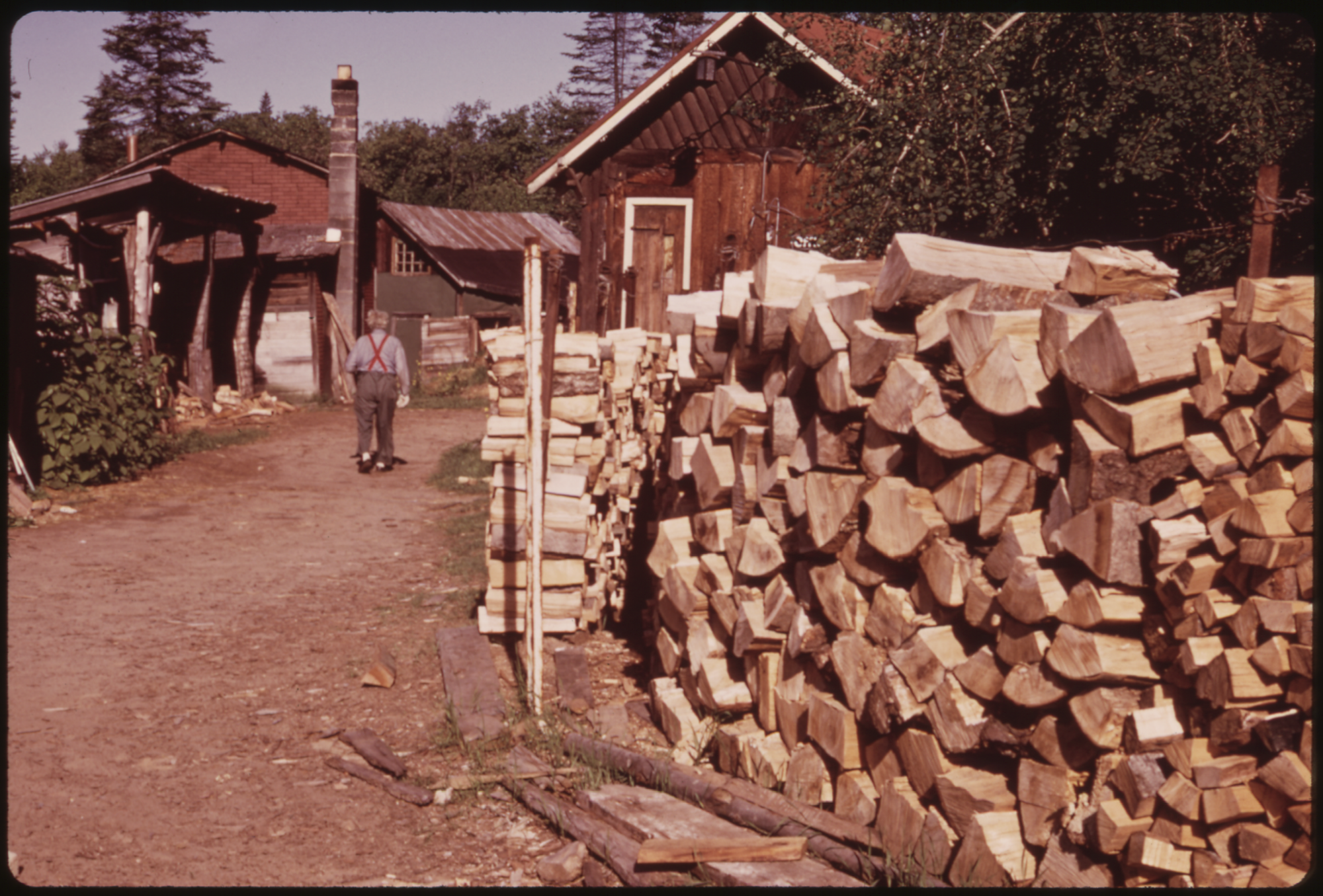
1973年在大駝鹿地區（英语：Big Moose, New York）等待出售的成堆木材
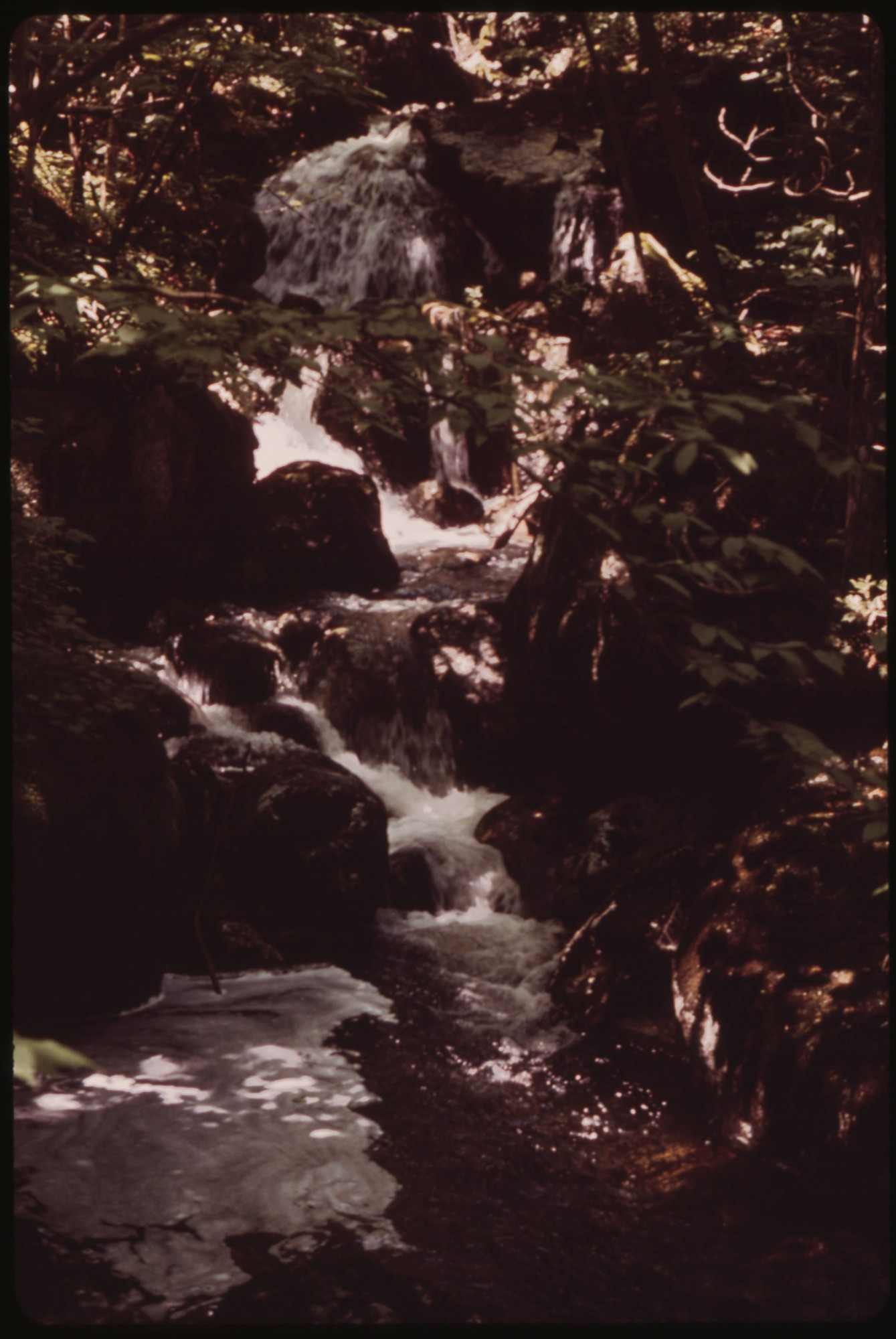
1973年阿岡昆峰（英语：Algonquin Peak）登山步道旁的小溪
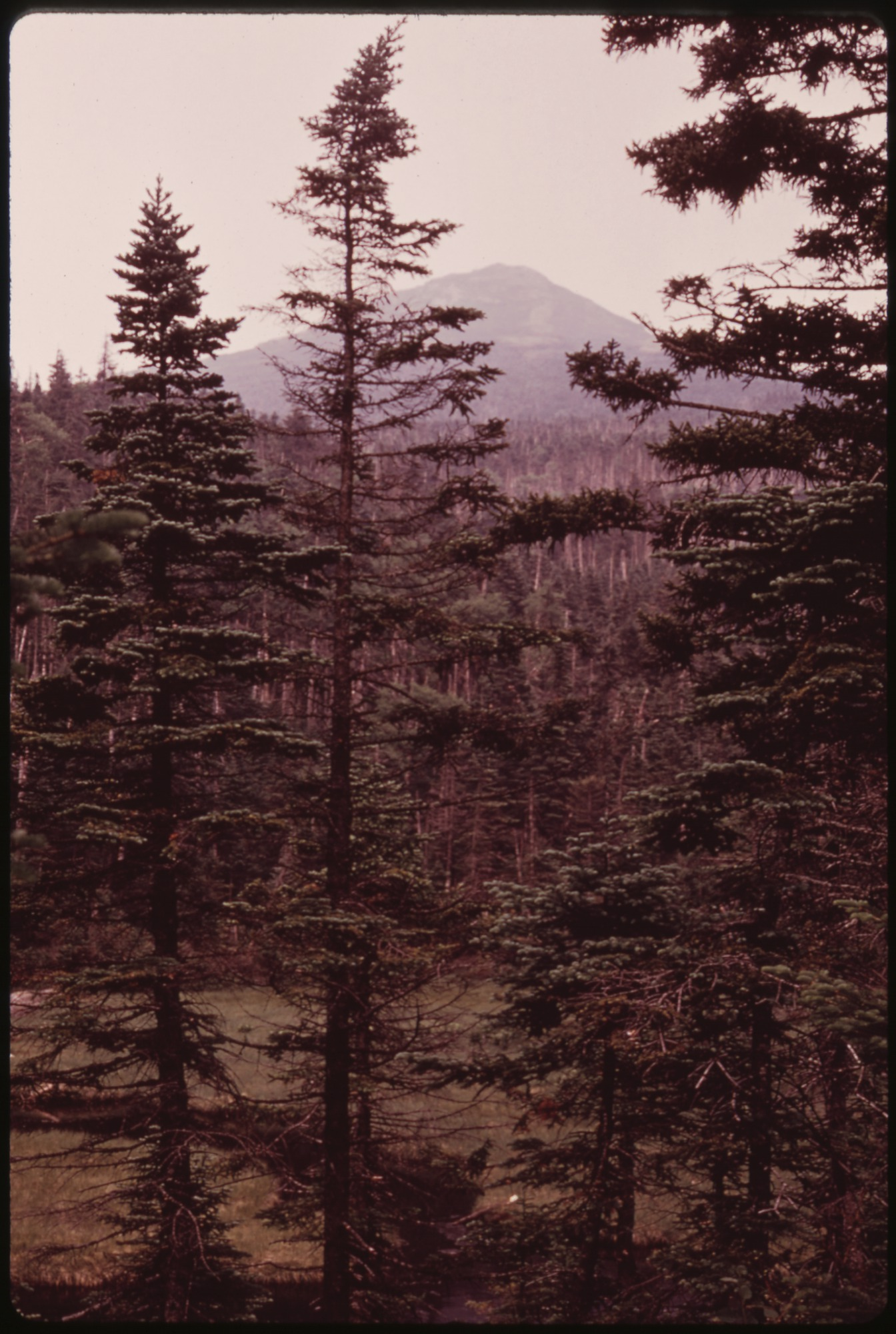
1973年紐約瑪西山（英语：Mount Marcy）的山頂
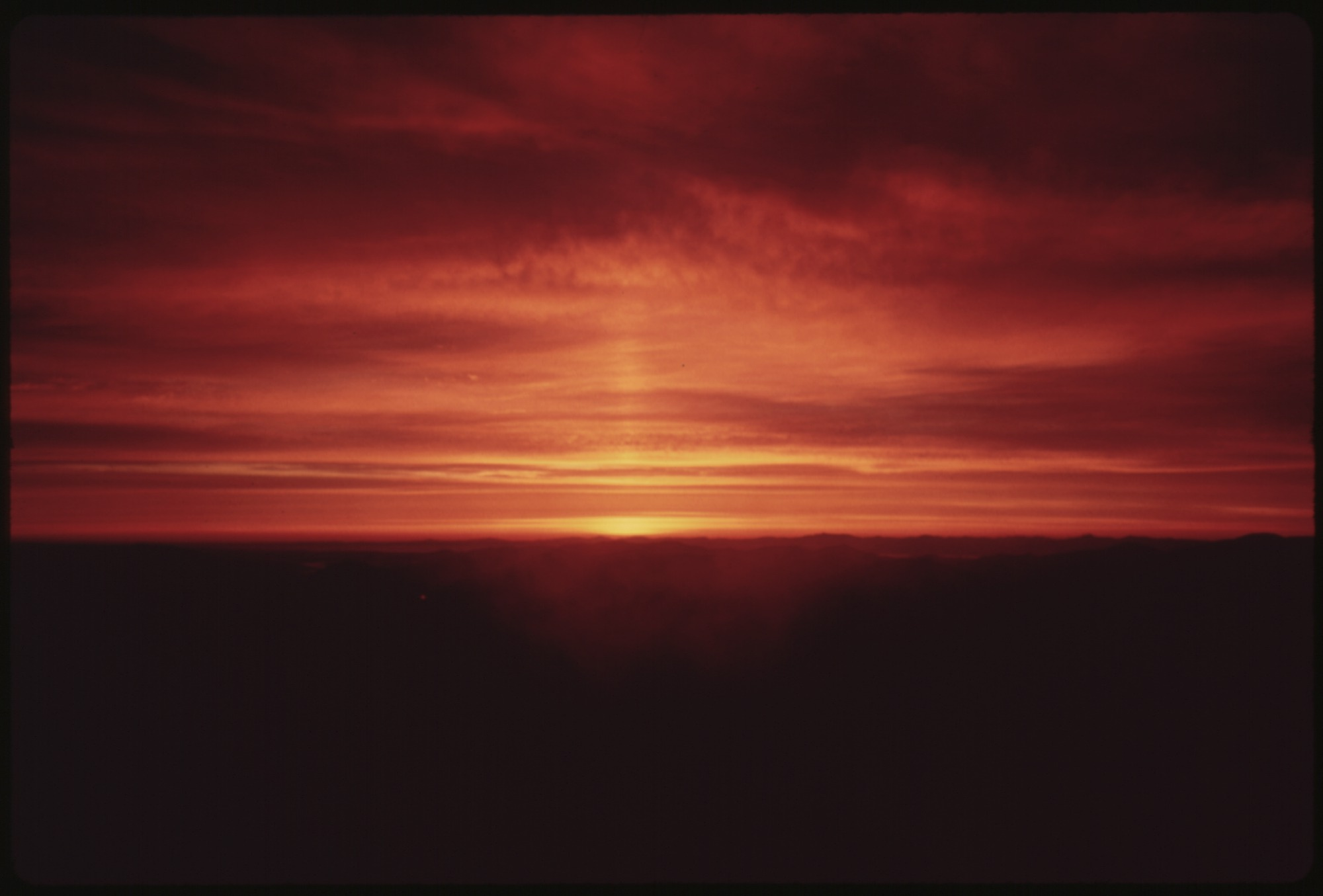
1973年在阿岡昆峰頂上的日落景象

## 晚年生活及過世
在拉巴史迪理的晚年生活中，她在山區隱居的時間越來越少。在一次採訪中，她指出全球暖化將她湖邊的小屋從全年宜居變成季節性度假小屋。在1960年代和1970年代初，湖面上結冰了一層厚厚的冰層，從11月底到4月底可以穿雪鞋橫越湖面。但在隨後的年份，越來越溫暖的冬季氣溫和二月的降雨使湖面冰層變薄，使得橫越湖泊變得危險且難以預測。由於沒有適當的安全措施，拉巴史迪理選擇停止在小屋度過冬天。她轉而在靠近尚普蘭湖的農場渡過冬季。但她的著作中，仍然認為其小屋是「庇護所、寧靜之地，一個用於寫作和思考和平的地方……」2007年，她仍然在她的湖邊小屋中部分時間居住。但到了2008年，拉巴斯蒂爾因病而被迫在市區居住。阿迪朗達克協會（Adirondack Council）的自然保護主任約翰·戴維斯（John Davis）在2008年他穿越該地山脈的旅行中紀錄了：「數十年來的摯友和公園捍衛者安妮·拉巴史迪理因為健康問題，第一次錯過了在此地北方，她所愛小屋的夏天。」拉巴斯蒂爾最終於2011年7月1日在紐約普拉茨堡的一家療養院因阿茲海默症去世。

## 榮譽
- 1974年世界自然基金會保育金牌獎[14]
- 1984年探險家俱樂部優異證書（Citation of Merit）[15]
- 1986年康奈爾大學農業與生命科學學院傑出校友獎[16]
- 1987年科羅拉多州立大學華納自然資源學院榮譽校友獎[17]
- 1988年美國戶外作家協會（Outdoor Writers Association of America）酋長獎（Jade of Chiefs Award）[18]
- 1990年威斯康辛州里彭學院榮譽文學博士[19]
- 1990年紐約州立大學奧本尼分校榮譽科學博士[20]
- 1993年女性地理學家協會（英语：Society of Woman Geographers）金牌[21]
- 2008年阿第倫達克文學獎（Adirondack Literary Awards）頒發的終身成就獎[22]
- 2008年阿第倫達克保護協會（Association for the Protection of the Adirondacks）霍華德·札恩尼澤爾阿第倫達克獎（Howard Zahniser Adirondack Award）[23]
- 2009年全國婦女歷史月被表彰者，以紀念她在環保方面的領導作用[24]

## 著作
- Bird kingdom of the Mayas. LaBastille-Bowes, Anne. Illustrated by Anita Benarde.  Van Nostrand, Princeton, NJ. 1967.
- White-tailed Deer. LaBastille, Anne. National Wildlife Federation, 1973.  ISBN 0-912186-00-3
- Wild Bobcats.  LaBastille, Anne.  National Wildlife Federation, 1973. ISBN 0-912186-07-0
- The Opossums, Ranger Rick's Best Friends. LaBastille, Anne. National Wildlife Federation, 1974. ISBN 0-912186-08-9
- The Seal Family. LaBastille, Anne. National  Wildlife Federation 1974.  ISBN 0-912186-09-7
- Woodswoman.  LaBastille, Anne.  E. P. Dutton, New York, 1976.  ISBN 0-525-23715-1
- Assignment: Wildlife.  LaBastille, Anne. Dutton, New York, 1980. ISBN 0-525-05910-5
- Women and Wilderness. LaBastille, Anne.   Sierra Club Books, San Francisco, 1980.  ISBN 0-87156-234-0
- Beyond Black Bear Lake. LaBastille, Anne.  Norton, New York, 1987. ISBN 0-393-02388-5
- Mama Poc : An ecologist's account of the extinction of a species. LaBastille, Anne. W.W. Norton, New York. 1990. ISBN 0-393-02830-5
- The Wilderness World of Anne LaBastille. LaBastille, Anne. West of the Wind Publications, Westport, N.Y. 1992. ISBN 0-9632846-0-6
- Birds of the Mayas: Maya Folk Tales : Field guide to birds of the Maya world : Complete check list of birds. Written and illustrated by LaBastille, Anne. West of the Wind Publications, Westport, N.Y. 1993.
- Woodswoman III: Book three of the Woodswoman's adventures.  LaBastille, Anne.  West of the Wind Publications, Westport, N.Y. 1997. ISBN 0-9632846-1-4
- Jaguar Totem.  LaBastille, Anne. West of the Wind Publications, Westport, N.Y. 1999.  ISBN 0-9632846-2-2
- The Extraordinary Adirondack Journey of Clarence Petty : Wilderness guide, pilot, and conservationist.  Angus, Christopher; with a foreword by LaBastille, Anne.  Syracuse University Press, Syracuse, N.Y. 2002. ISBN 0-8156-0741-5
- Woodswoman IV: Book four of the Woodswoman's adventures . LaBastille, Anne. West of the Wind Publications, Westport, N.Y. 2003  ISBN 0-9632846-3-0